# Nesso
Nesso ist eine Gemeinde in der italienischen Provinz Como in der Region Lombardei.

## Lage und Einwohner
Nesso liegt am Lago di Como in der Mitte zwischen Bellagio und Como. Die Gemeinde umfasst folgende Fraktionen: Borgo, Castello, Vico, Scerio, Onzanigo, Tronno, Lissogno und Careno. Die Gemeinde hat 1138 Einwohner (Stand 31. Dezember 2023).
Die Nachbargemeinden sind: Argegno, Brienno, Caglio, Faggeto Lario, Laglio, Lezzeno, Pognana Lario, Sormano, Veleso und Zelbio.

## Sehenswürdigkeiten
- Pfarrkirche Santi Pietro e Paolo (1632)[2]
- Kirche Beata Vergine Assunta (1665)[3]
- Romanische Kirche San Martino (12. Jahrhundert)[4]
- Kirche Santa Maria di Vico (1499)[5]
- Kirche San Lorenzo (17. Jahrhundert)[6]
- Romanische Brücke Ponte della Civera
- Orrido di Nesso

## Bilder

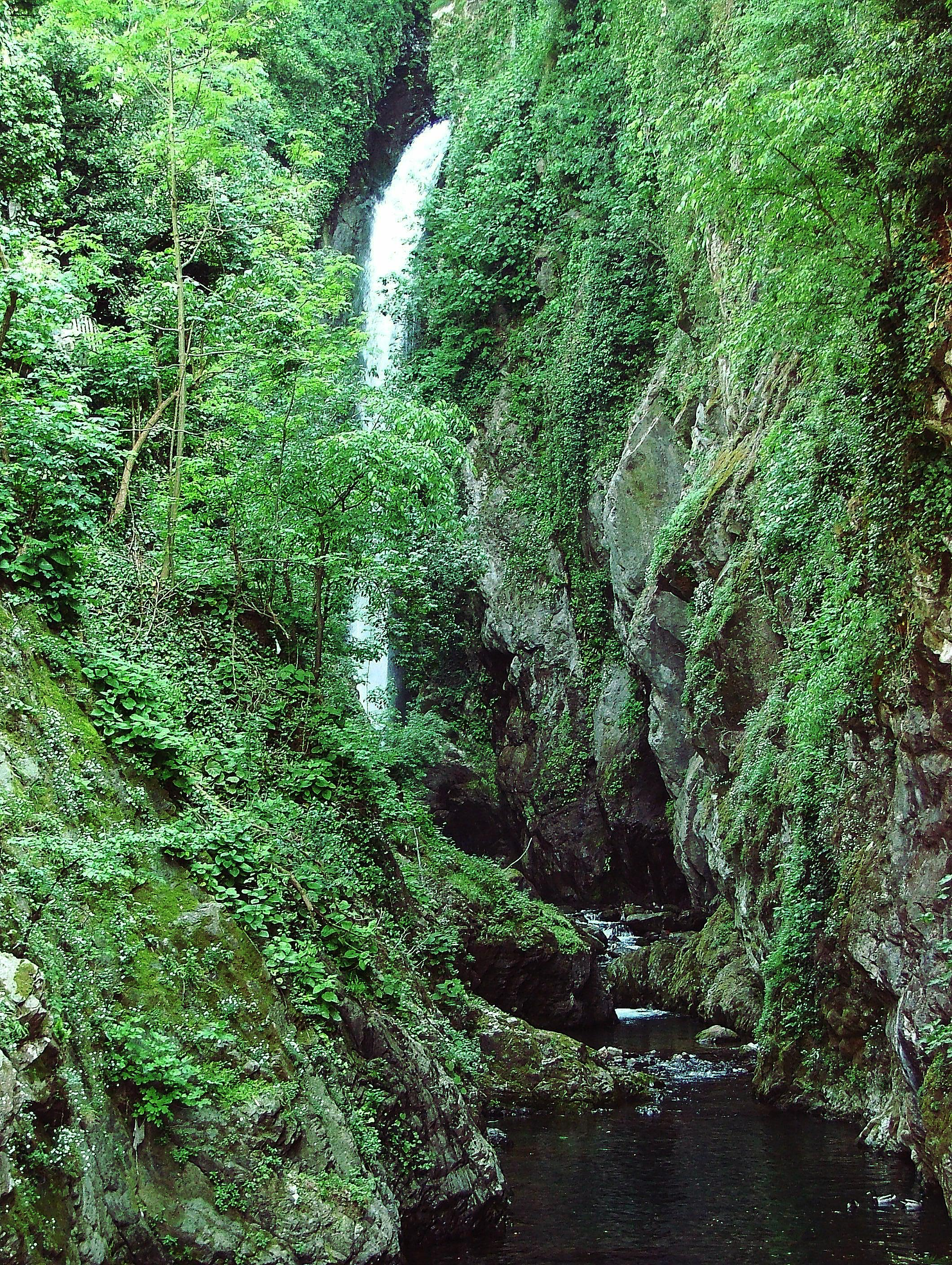
Nesso, Orrido (Klamm)
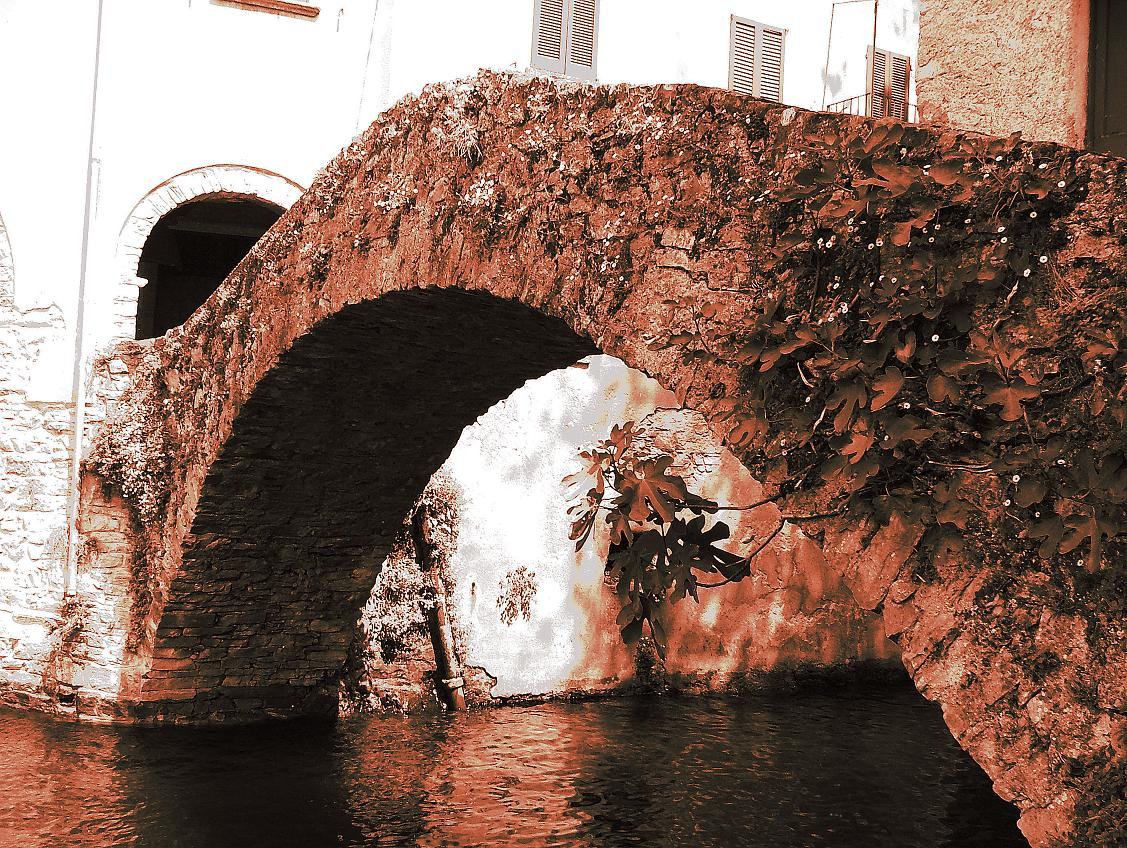
Nesso, Ponte della Civera
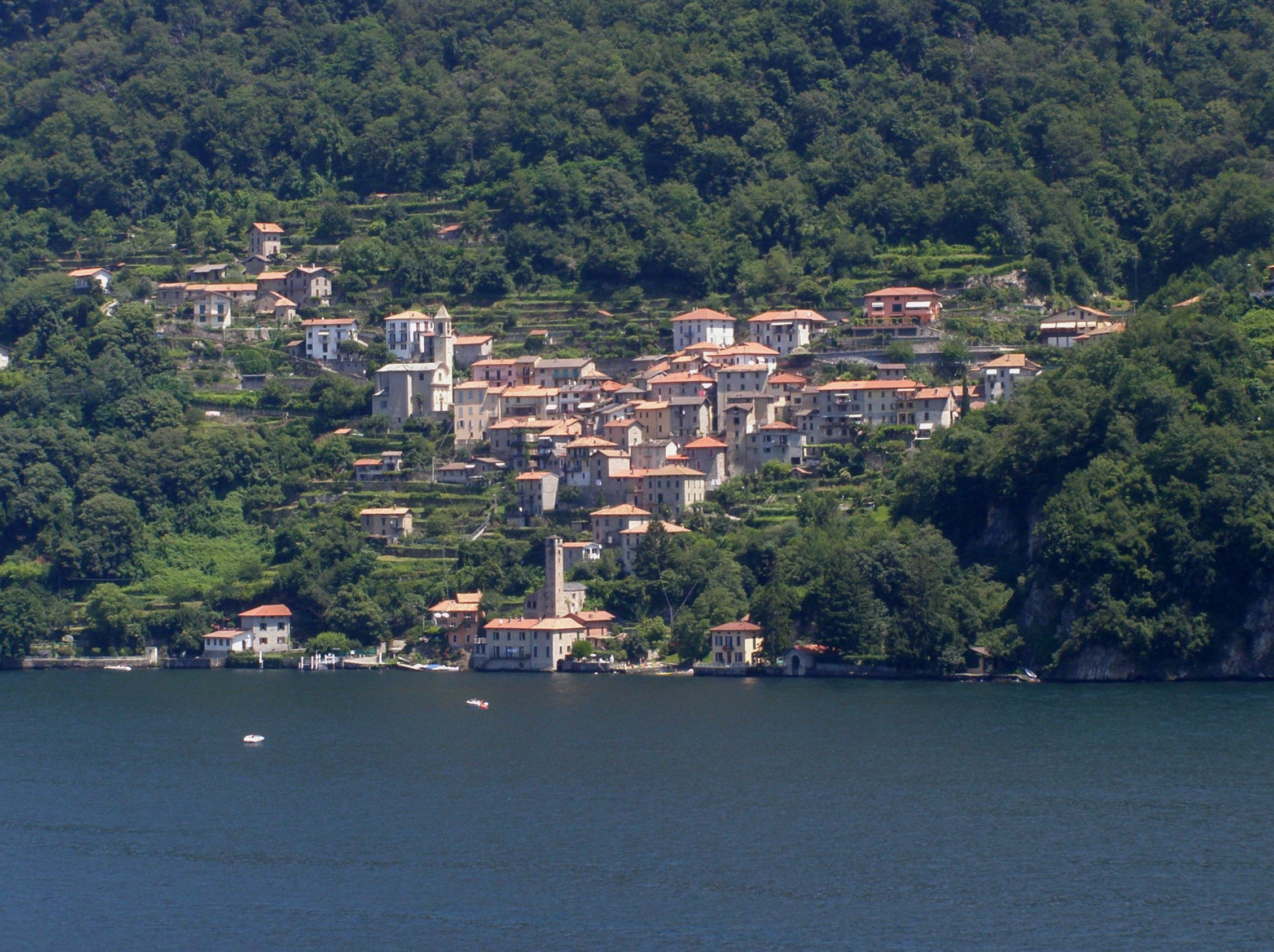
Fraktion Careno
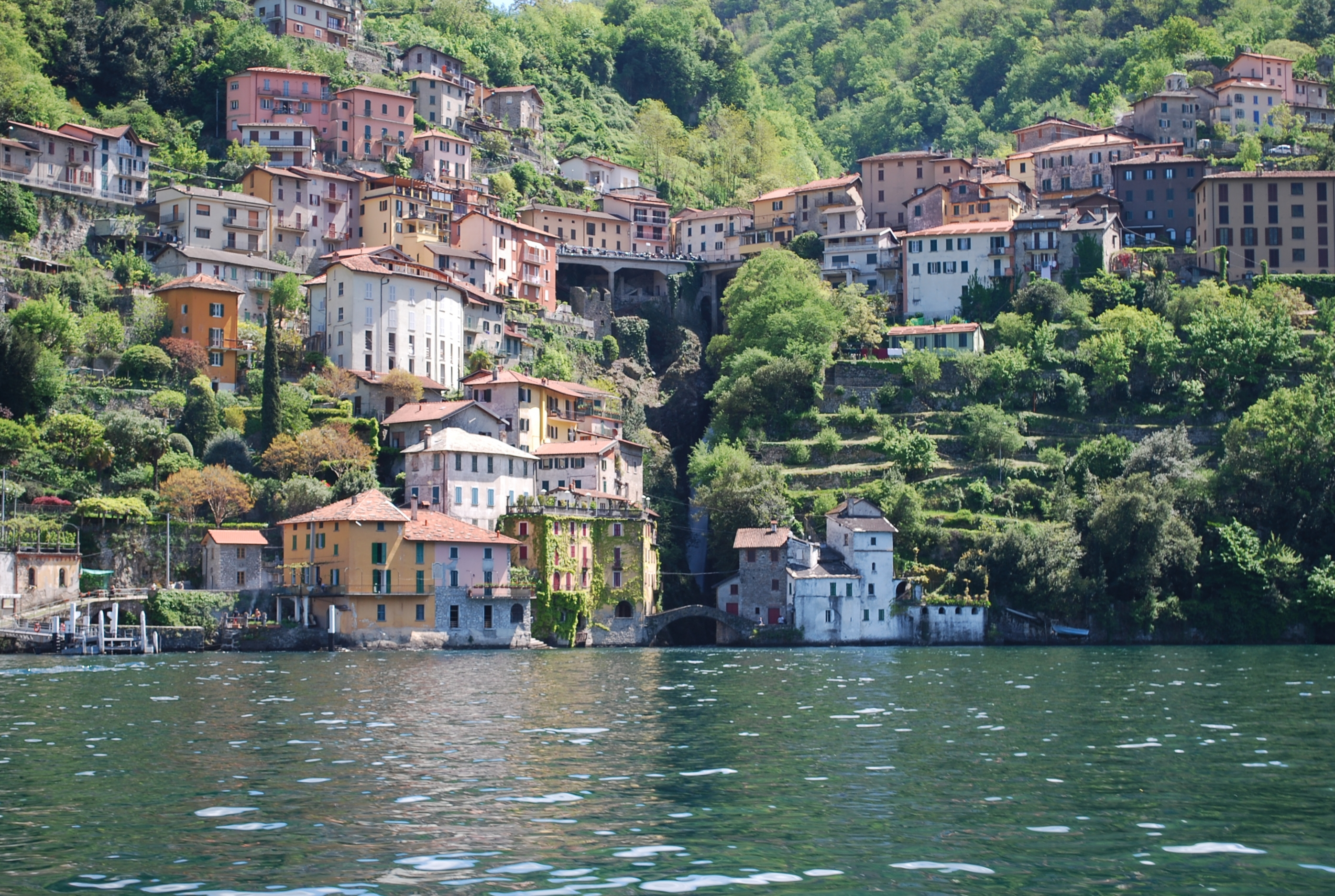
Nesso am Comer See